# Auditive Wahrnehmung

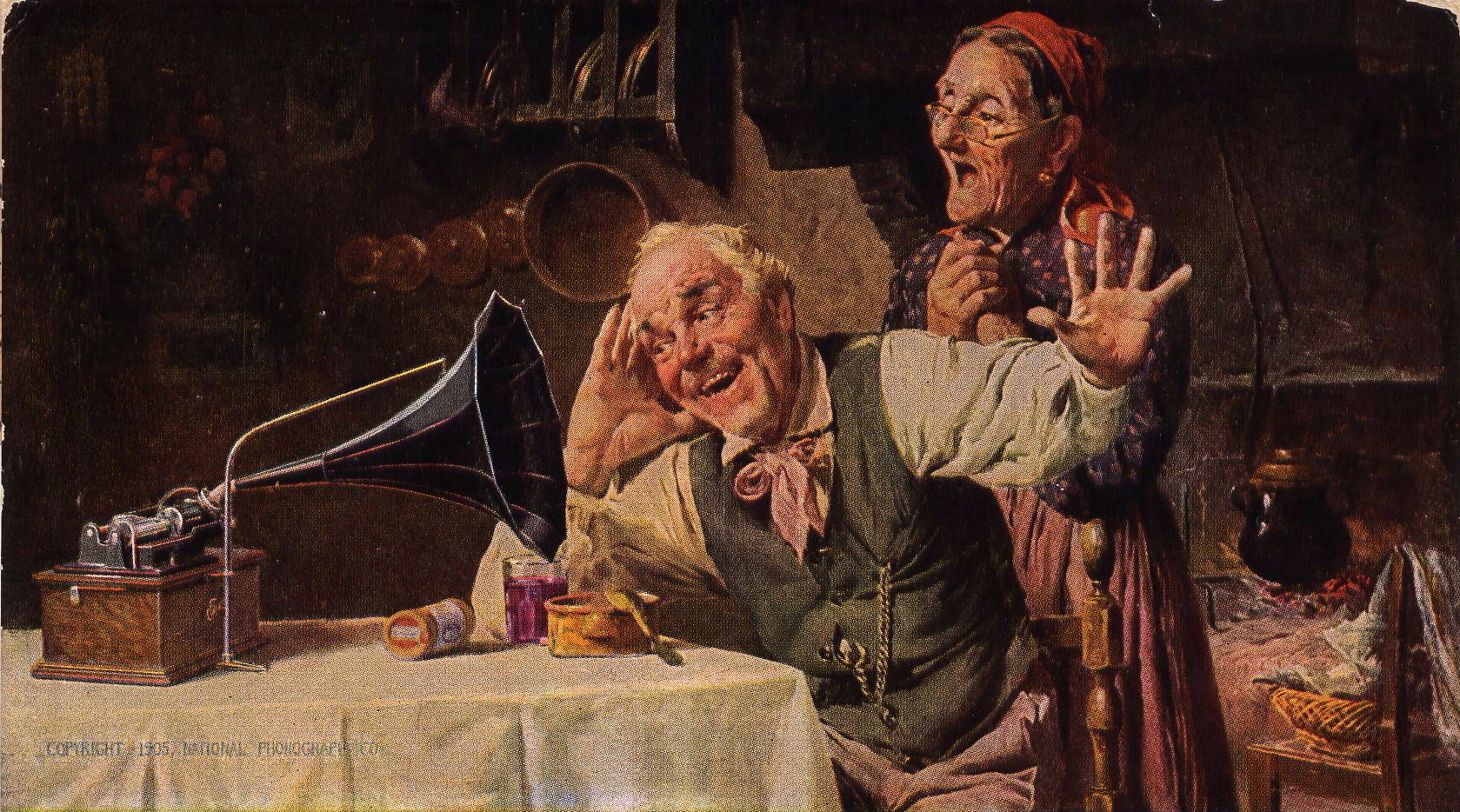
Menschen hören interessiert und erfreut Musik aus dem Phonographen um 1905

Als auditive, aurale oder akustische Wahrnehmung oder Hören bezeichnet man die Sinneswahrnehmung von Schall durch Lebewesen, genauer z. B. die Hörereignisse, die bei bestimmten Schallereignissen entstehen. Zur Wahrnehmung des Schalls dienen Sinnesorgane, die durch die mechanischen Schwingungen aus der Umgebung des Lebewesens stimuliert werden. Die Schwingungen können über das Umgebungsmedium (Luft, Wasser) oder über den Untergrund (Vibrationen) übertragen werden. Der Hörsinn ist nicht immer an Ohren gebunden; insbesondere Vibrationen können auch durch Sinnesorgane an entsprechenden Körperteilen wahrgenommen bzw. empfunden werden. Die Fähigkeit auf akustische Reize zu reagieren, nennt man Phonotaxis.

## Etymologie von „hören“
Das gemeingermanische Wort mittelhochdeutsch hœ̄ren, althochdeutsch hōran, hōr[r]en gehört mit verwandten Wörtern in anderen indogermanischen Sprachen (lateinisch cavere, griechisch akoúein) zu der indogermanischen Wurzel keu[s]-. Vgl. auch mittelhochdeutsch gehœrde ‚Gehör‘, ‚Hören‘, ‚Gehörsinn‘.

## Mensch und Säugetiere

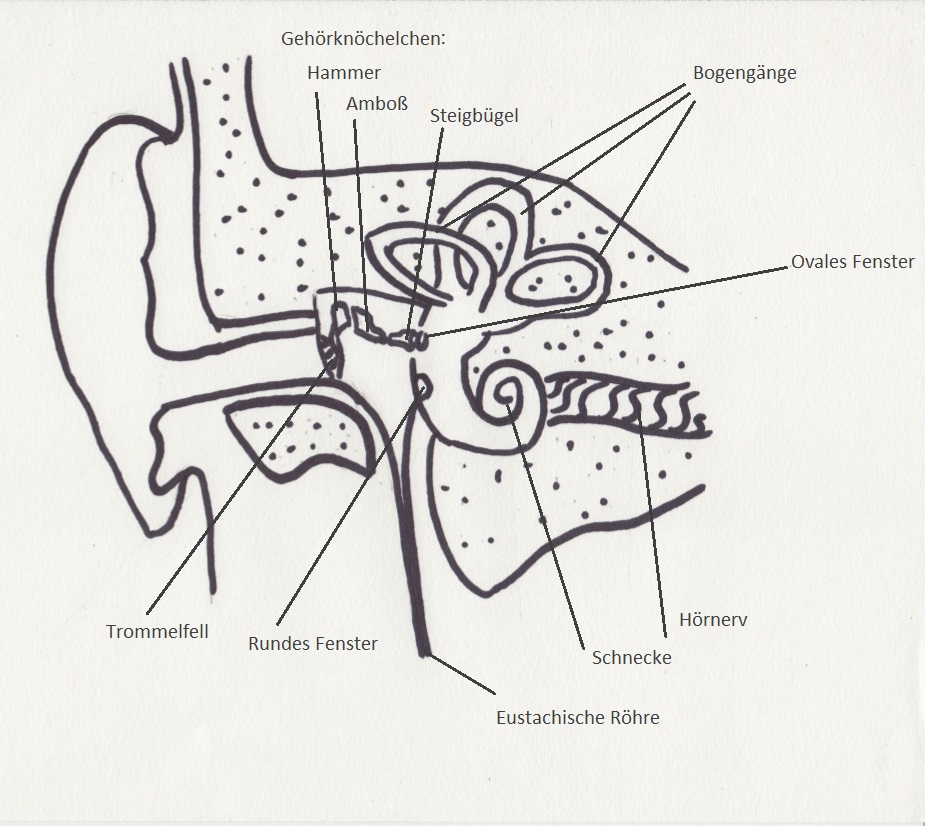
Anatomie des menschlichen Ohres

Das Hörorgan von Säugetieren besteht aus den Ohren (Außenohr, Mittelohr und dem Innenohr):
- Das Außenohr besteht aus Ohrmuschel, Ohrläppchen und Gehörgang. Seine wichtigste Funktion ist die Richtwirkung, also die Umkodierung von räumlicher in zeitliche/spektrale Information.
- Das Mittelohr besteht aus einem Hebelapparat mit drei Gehörknöchelchen (Hammer, Amboss, Steigbügel). Seine wichtigste Funktion ist die Impedanzanpassung und die Schutzfunktion durch den Stapediusreflex.
- Das Innenohr besteht aus Hörschnecke und Gleichgewichtsorgan. Seine wichtigste Funktion ist die Frequenz-Orts-Transformation durch eine Wanderwelle auf der Basilarmembran, auf der sich das Corti-Organ befindet.

Das Hörorgan von Säugetieren hat eine hohe spektrale Auflösung, da es in der Gehörschnecke Sinneszellen für viele verschiedene Frequenzen des Schalls enthält. Ein solches Gehör ist bereits bei frühen Wirbeltieren vorhanden. Entstanden sind sowohl das Gleichgewichtsorgan als auch das Hörorgan aus dem Seitenlinienorgan der Fische. Dieses veränderte sich im Laufe der Evolution u. a. durch die Entstehung der Gehörknöchelchen (ursprünglich Teile des primären Kiefers). So findet sich der Steigbügel bereits bei den Amphibien, Hammer und Amboss kommen ausschließlich bei Säugetieren vor.

Hörbereich beim Menschen

Das menschliche Ohr kann akustische Ereignisse nur innerhalb eines bestimmten Frequenz- und Schalldruckpegel-Bereichs wahrnehmen. Wird in einem Diagramm der Schalldruck senkrecht und die Frequenz waagerecht dargestellt, ergibt sich die Hörfläche.  Diese reicht hinsichtlich des Schalldrucks von der unteren Grenze, der Hörschwelle, bis zur akustischen Schmerzschwelle. Die Hörschwelle einer gesunden Person liegt etwa beim Bezugswert Schalldruckpegel-Skala, p0 = 20 µPa, die Schmerzschwelle bei etwa 130 dB.  Die tiefste hörbare Frequenz beträgt etwa 20 Hertz, die höchste je nach Alter bis maximal 20 kHz. Die Hörschwelle hängt ab von der Frequenz; die Wahrnehmungsempfindlichkeit ist bei etwa 4 kHz am höchsten.
Im Vergleich zum Sehsinn kann das Gehör zwei kurz aufeinanderfolgende Signale relativ gut voneinander unterscheiden, da es im Gegensatz zum Auge keine chemischen Substanzen zerlegen und wieder zusammensetzen muss. Der Mensch kann bis zu etwa 20 Signale pro Sekunde als einzelne, getrennte Ereignisse wahrnehmen. Bei schnellerer Folge verschwimmen diese zu einem einzigen Ton, der die tiefste hörbare Frequenz darstellt.
Das Hören oder die auditive Wahrnehmung des Menschen lässt sich in periphere und zentrale Teilprozesse untergliedern:
- Periphere Teilfunktionen: Außenohr und Mittelohr dienen der Schallaufnahme und -weiterleitung, das Innenohr wandelt Schallreize in neuronale Impulse um, die vom Hörnerv weitergeleitet werden
- Zentrale Teilfunktionen (Hörbahn):
  - Richtungshören
  - Verarbeitung: Vorverarbeitung und Filterung von auditiven Signalen in der zentralen Hörbahn
  - Sprachwahrnehmung
  - Wahrnehmung: bewusste Auswertung der angekommenen Informationen in den zentralen Hörzentren des Großhirns.

Beeinträchtigungen des Gehörs und der auditiven Wahrnehmung sind:
- Gehörlosigkeit
- Schwerhörigkeit
- Seelentaubheit
- Auditive Verarbeitungs- und Wahrnehmungsstörungen.

Ein Audiogramm beschreibt die subjektive Hörempfindlichkeit eines Menschen. Das Ohr ist ein Schalldruckempfänger, wie auch ein Mikrofon mit der Richtcharakteristik einer Kugel, d. h., es ist allein für den Schalldruck empfindlich.
Seit 2010 veranstaltet die HNO-Medizin sowie die Hörgeräteindustrie in Deutschland den Tag des Hörens.

## Richtungshören
Die Wahrnehmung von Richtungen (Lokalisation) und das Hören in eine bestimmte Richtung (Cocktail-Party-Effekt) wird zum einen durch die „Verrechnung“ der Information beider Ohren erreicht. Hierzu nutzt das Gehirn Laufzeitunterschiede und Pegelunterschiede zwischen beiden Ohren, wobei auch der Ohrabstand eine Rolle spielt (siehe dazu die Duplex-Theorie von Rayleigh). Zum anderen erfolgt Richtungshören auch über ein einzelnes Ohr (monaural) durch die Verrechnung der richtungsabhängigen Filterung des Schallspektrums an Ohrmuschel und äußerem Gehörgang (Richtungsbestimmende Frequenzbänder). Das monaurale Richtungshören ermöglicht zudem erst die Lokalisation in der Medianebene (oben–unten, vorne–hinten).

## Sonstige Wirbeltiere
Anders als Säugetiere haben Fische weder eine Gehörschnecke noch ein Trommelfell. Die Schall-Vibrationen des Wassers werden auf das Skelett des Fisches und weiter auf Otolithen (Gehörsteinchen) übertragen, die sich in einem Innenohr befinden. Durch die Vibrationen werden sie in Bewegung gesetzt und regen Sinneshärchen an. Bei einigen Arten werden die Vibrationen durch die Schwimmblase als Resonanzkörper verstärkt. Ferner können die meisten Fische und auch einige Amphibien (z. B. Kaulquappen) Wasservibrationen mit dem Seitenlinienorgan wahrnehmen.
Bei Landwirbeltieren wie Amphibien, Reptilien und Vögeln läuft die Schallübertragung (bis auf wenige Ausnahmen) über Trommelfelle und Gehörknöchelchen zum Innenohr. Dieses ist aber im Gegensatz zu dem der Säugetiere kürzer und nicht in einer Gehörschnecke (Cochlea) aufgerollt.

## Insekten
Neben den Wirbeltieren verfügen jedoch eine Reihe weiterer Tiergruppen über ein Gehör. So haben alle Insekten, die Laute zur Kommunikation erzeugen, Hörorgane, die unterschiedlich aufgebaut sein können. Hierzu gehören etwa die Langfühlerschrecken, die Kurzfühlerschrecken und die Zikaden. Viele Fangschrecken können sogar Ultraschall wahrnehmen, der von Fledermäusen zur Ortung ihrer Beute ausgesandt wird.
In der Klasse der Insekten sind Körperhaare verbreitet, die – von Schallwellen angeregt – zu schwingen beginnen. Aufgrund des Resonanzphänomens schwingen bestimmte Haare verstärkt bei spezifischen Schall-Frequenzen. Diese Spezifität hängt von der Steifigkeit und der Länge der Haare ab. Daher konnten beispielsweise einige Raupenarten Haare evolvieren, deren Resonanzfrequenz auf das Geräusch summender Wespen abgestimmt ist, sodass die Raupen rechtzeitig über die Anwesenheit der Fressfeinde informiert sind. Außerdem besitzen Stechmücken Haare auf den Fühlern, die auf das Fluggeräusch von artgleichen Weibchen spezifiziert sind, sodass die Männchen ihre potentiellen Geschlechtspartner erkennen können.

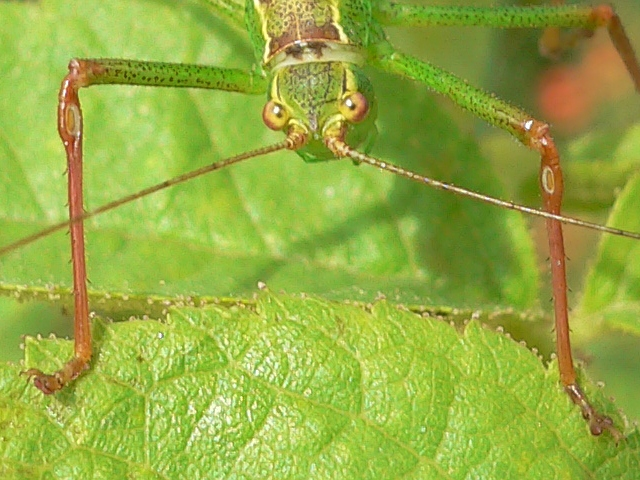
Das ovale Tympanalorgan einer Punktierten Zartschrecke liegt unterhalb der „Knie“

Einige Insekten besitzen auch ein Tympanalorgan. Dies sind „Trommelfelle“, die luftgefüllte Kammern an den Beinen bedecken. Ähnlich wie beim Hörvorgang bei Säugetieren wird das Trommelfell durch Schallwellen zur Schwingung angeregt. An der Innenseite angebrachte Rezeptoren wandeln die Schwingung in elektrische Signale um und übermitteln sie dem Gehirn.